# Johan van der Pijll
Johan van der Pijll (Amsterdam, 17 maart 1904 - Nijmegen, 29 augustus 1974) was een Nederlands architect.

## Werkzaamheden
Van der Pijlls ontwerpen waren in de stijl van de nieuwe zakelijkheid, art deco en het expressionisme. Samen met zijn collega Bernardus Jacobus Meerman 1901-1982 ontwierp hij, tussen 1933 en 1939, vele gebouwen, vooral in en rondom Nijmegen. Hun bekendste ontwerp was het benzinestation Auto Palace in Nijmegen, dat ze ontwierpen na een architectuurstage in Amerika. Hun gezamenlijk oeuvre omvat vele woonhuizen en bedrijfsgebouwen. Opmerkelijk detail is bij diverse ontwerpen, dat vaak er een driehoekig,  trapeziumvormig of vijfhoekig raam is opgenomen in hun vooroorlogse woonhuizen. 

## Tweede Wereldoorlog en daarna
Tijdens de Tweede Wereldoorlog kregen B.J. Meerman en hij een gemeentelijke studieopdracht met betrekking tot de uitbreiding van de wijk Indische Buurt/Galgenveld in Nijmegen, om "vóóraf een bebouwingsontwerp te laten maken ter verkrijging van een harmonisch geheel".
In april 1943 werd Van der Pijll aangesteld als directeur bij de Gemeentereiniging in Nijmegen. Vrijwel meteen werd hij lid van de Nederlandsche Volksdienst en het Nederlandsch Arbeidsfront. Een jaar later schreef hij zich in als begunstigend lid van de Germaansche SS in Nederland. Na de bevrijding werd hij veroordeeld tot twee jaar gevangenisstraf, ontzetting uit zowel het kiesrecht als het recht tot het bekleden van een ambt en het uitoefenen van een openbare functie, en een verbeurdverklaring van zevenduizend gulden. In oktober 1947 kwam hij vrij met een proeftijd van zestien maanden.
Na de Tweede Wereldoorlog was hij verantwoordelijk voor vele restauratie- en nieuwbouwprojecten na de Tweede Wereldoorlog ter invulling van de door bombardementen en gevechten veroorzaakte gaten in de stad. Sommige van deze ontwerpen maakte hij alleen, sommige met collega Meerman en sommige met anderen. Na de oorlog ontwierp hij ook enkele winkelpanden in Tiel.

## Gebouwen (samen met B.J. Meerman)
- Evangelisatiegebouw van de Gereformeerde Kerk aan de Groenestraat (terrein Smit Transformatoren) te Nijmegen 1929 (ontwerp alleen J.v.d.Pijll)[4]
- landhuis aan de Driehuizerweg 502-Scheidingsweg 2-4 te Nijmegen 1933[5] en[6]
- negen arbeiderswoningen aan de Gerardsweg 29-45 te Nijmegen 1933[7]
- Radiocentrale, Van der Gentstraat 56-58, Nijmegen, 1933[8], gemeentemonument
- vijf woningen aan de Groenestraat 10-18 te Nijmegen 1933[9]
- zes arbeiderswoningen aan de Gerardsweg 11-21 te Nijmegen 1933[10] en[11]
- dubbel woonhuis aan de Driehuizerweg 390-392 te Nijmegen 1933[12]
- woon- & winkelhuis aan de Broerdijk 83-85 te Nijmegen 1933[13]
- zeventien boven- en benedenwoningen en twee winkels aan de Broerdijk 43-73/Hengstdalseweg 97 te Nijmegen 1933[14]
- vier woningen aan de Scheidingsweg 10-16 te Nijmegen 1933[15]
- dubbel herenhuis aan de Celebesstraat 1-3 te Nijmegen 1934[16]
- twaalf woningen aan de Madoerastraat 2-24 te Nijmegen 1934[17]

- vier herenhuizen aan de Borneostraat 28-24 te Nijmegen 1934[18]
- dubbel woonhuis aan de Scheidingsweg 66-68 te Nijmegen 1934[19]
- verbouw tot winkel Van Welderenstraat 97 te Nijmegen 1934[20]
- drie woonhuizen aan de Surinameweg 9-11-13 te Nijmegen 1935[21]
- drie woonhuizen aan de Witsenburgselaan 31-Surinameweg 4-6, 1934[22]
- winkelhuis met bakkerij Groesbeeksedwarsweg 217 te Nijmegen 1934[23]
- woonhuis aan de verlengde Groenestraat 23, 1934[24]
- Benzinestation Auto Palace Muldersweg 16a, Nijmegen, 1936, rijksmonument[25] en[26]
- Parochiehuis v.Slichtenhorststr.81, 1935[27]
- verbouw tot winkel Van Welderenstraat 85-87 te Nijmegen, 1936[28] en[29]
- Woonhuis Heyendaalseweg-Driehuizerweg 105 te Nijmegen 1936, Nijmegen, 1936[30]
- Bewaarschool/Montessorischool (Driehuizerweg=) Heyendaalseweg 4-6 te Nijmegen 1936-1939[31]
- Jeugdhuis aan de Akkerlaan 46 te Nijmegen 1939[32]

## Herbouwprojecten na de Tweede Wereldoorlog in Nijmegen
- Grotestraat 10-12 + Platenmakerstraat 2-6, winkelwoning 1951-1953 (in samenwerking met J.P. Cornelissen)
- Kelfkensbos 34-35, winkelwoning, 1952-1953 (in samenwerking met J.P. Cornelissen)[33]
- Kelfkensbos 36-37, winkelwoning, 1952-1953 (in samenwerking met J.P. Cornelissen)[34]
- Prins Bernhardstraat 9, werkwoning, 1952-1953[35]
- Staringstraat 26, woonhuis, 1952[36]
- Burchtstraat  25-27, winkelwoning, 1953 (in samenwerking met J.P. Cornelissen)
- Van de Havestraat 6-6a, bedrijfspand, 1953-1954[37]
- Bloemerstraat 80, winkelwoning, 1953-1954[38]
- Burchtstraat 33-35a, winkelwoning, 1953
- Gerard Noodtstraat 16-18/Derde Walstraat, magazijn met twee woningen, 1955[39]

- Graafseweg 88, Herbouw woonhuis, 1955[40]
- Hertogstraat 74, winkelwoning, 1955-1956[41]
- Bloemerstraat 125, winkelwoning, 1955-1956,[42]
- d' Almarasweg 10, woonhuis, 1957[43]
- Burchtstraat, Scala bioscoop, 1958 (gesloopt)
- Regulierstraat 29, winkelwoning, 1958-1959[44]
- St. Annastraat 94 -96 Nijmegen, dubbel woonhuis 1960[45]
- Groesbeekseweg 34 Nijmegen, 2 flatwoningen met beroepsruimte i.o.v. Auto Palace NV 1961[46]
- Baljuwstraat 18+30, twee woonhuizen, 1963[47] en[48]
- Grotestraat 8, horeca en woning 1968-1969.